# Mexicana Universal 2018
Mexicana Universal 2018 fue la 1.ª edición del certamen Mexicana Universal (llamado hasta 2017 «Nuestra Belleza México») la cual se realizó el domingo 3 de junio de 2018 en Azteca Estudios en la Ciudad de México. Treinta y dos candidatas de toda la República Mexicana compitieron por el título nacional, el cual fue ganado por Andrea Toscano de Colima quien compitió en Miss Universo 2018 en Tailandia. Toscano fue coronada por Lupita Jones Directora Nacional del certamen, convirtiéndose en la primera colimense en competir en Miss Universo. 
Un mes después del concurso nacional, el día 4 de julio, se hizo oficial la designación de Aranza Molina de Tabasco como Mexicana Hispanoamericana 2018 obteniendo el derecho de representar al país en Reina Hispanoamericana 2018 en Bolivia logrando colocarse como 1.ª Finalista. 
El día 1 de agosto del mismo año se hizo oficial la designación de Nebai Torres de Jalisco como Mexicana Internacional 2018 obteniendo el derecho de representar al país en Miss Internacional 2018 en Japón logrando colocarse dentro del Top 15.
Un año después, el día 17 de mayo de 2019, se designó a Andrea Toscano como Mexicana Internacional 2019 obteniendo el derecho de representar una vez más al país, ahora en Miss Internacional 2019 en Japón logrando colocarse como 1.ª Finalista.

## Resultados
| Posición                | Candidata |
| Mexicana Universal 2018 | - Colima - Andrea Toscano |
| 1 ª Finalista           | - Tabasco - Aranza Molina |
| 2.ª Finalista           | - Sinaloa - Maryely Leal |
| 3.ª Finalista           | - Guerrero - Lupita Valero |
| 4.ª Finalista           | - Jalisco - Nebai Torres |
| 5.ª Finalista           | - Zacatecas - Karely Sandoval |
| Top 10                  | - Michoacán - Leslie González - Puebla - Montserrat Curis - Veracruz - Martha Briano - Yucatán - Anapaola de Anda                                                                                  |
| Top 16                  | - Baja California Sur - Juliana Martínez - Coahuila - Priscila Leal - Nuevo León - Andrea Merodio - Oaxaca - Yarith Cerón - Querétaro - María José Hernández - San Luis Potosí - Geraldine Machado |

## Áreas de competencia
Esta primera edición sufrió cambios drásticos en su formato, dejando atrás el tradicional concurso de belleza transformándose en un reality show de nueve capítulos durante casi tres meses de concentración, tomando de base el formato de Nuestra Belleza Latina. Fue transmitido a través del canal Azteca Uno cada domingo con una duración de dos horas y media. Cada semana fueron eliminadas candidatas hasta llegar a las seis mejores chicas quienes se disputaron la corona de Mexicana Universal en la gala final.
Las candidatas llegaron a la Ciudad de México el día 28 de marzo de 2018 para la concentración nacional, a partir de esa fecha y hasta el 15 de abril de 2018 las treinta y dos representantes de los estados vivieron juntas en la «Mansión MxU», desde el primer día de concentración comenzaron los retos y cada semana fueron evaluadas por su desempeño.
Para fines del reality y realización de las actividades de las participantes, fueron divididas en cuatro regiones geográficas: Región Norte, Región Centro, Región Pacífico y Región Sur.
| Región Norte - BCN - Belem Acevedo - BCS - Juliana Martínez - CHH - Janneth Vargas - COA - Priscila Leal - DGO - Idaly Ayala - NLE - Andrea Merodio - SON - Brenda Vargas - ZAC - Karely Sandoval | Región Centro - AGS - Sareth Carranza - CDMX - Daniela Larraguivel - MEX - Isabel Chávez - GTO - Karla Marcocchio - MOR - Valeria Vélez - PUE - Montserrat Curis - QRO - María José Hernández - TLA - Jessica Juárez | Región Sur - CAM - María Rodríguez - HGO - Constanza Kanahuati - ROO - Eyra Leines - SLP - Geraldine Machado - TAB - Aranza Molina - TAM - Zulema Rodríguez - VER - Martha Briano - YUC - Anapaola de Anda | Región Pacífico - CHP - Deborah Ozuna - COL - Andrea Toscano - JAL - Nebai Torres - MIC - Leslie González - NAY - Viridiana Zamora - GRO - Lupita Valero - OAX - Yarith Cerón - SIN - Maryely Leal |

Durante la primera gala el jurado salvó a dos chicas de cada grupo y condicionó a seis, por lo tanto ocho chicas fueron salvadas y pasaron automáticamente al grupo de dieciséis cuartofinalistas, las ocho chicas restantes que completaron el Top 16 fueron las más votadas de cada grupo por el público (dos por región). Las dieciséis menos votadas fueron eliminadas de la competencia en la segunda gala. A partir de la tercera gala fueron eliminadas dos candidatas por semana hasta llegar al grupo selecto de seis finalistas.
Las candidatas fueron sometidas a diversos retos relacionados con el mundo de la belleza tales como pasarelas, clases de oratoria, entrenamientos físicos, etc. De este modo, en nueve emisiones el espacio se dedicó a mostrar a las candidatas para dar a conocer su personalidad y talentos. Cada semana hubo eliminaciones, donde el público fue parte fundamental para que las chicas nominadas pudieran salvarse y permanecer dentro de la casa de MxU o ser expulsadas definitivamente.
Durante la 6.ª gala estuvo como invitada especial la Miss Universo Demi-Leigh Nel-Peters de Sudáfrica y Sandile Nogxina Embajador de Sudáfrica en México.

### Galas

#### Primera Gala
- Fecha de emisión: 8 de abril de 2018
- Salvadas por los jueces: Baja California Sur, Colima, Jalisco, Nuevo León, Oaxaca, Puebla, Querétaro, Sinaloa, Tabasco, Veracruz, Yucatán y Zacatecas.
- Sentenciadas por los jueces: Aguascalientes, Baja California, Campeche, Chiapas, Chihuahua, Ciudad de México, Coahuila, Durango, Estado de México, Guanajuato, Guerrero, Hidalgo, Michoacán, Morelos, Nayarit, Quintana Roo, San Luis Potosí, Sonora, Tamaulipas y Tlaxcala.
- Artistas invitados: CD9.

#### Segunda Gala
- Fecha de emisión: 15 de abril de 2018
- Salvadas por los jueces: Coahuila y San Luis Potosí.
- Salvadas por el público: Guerrero y Michoacán.
- Sentenciadas por los jueces: Baja California Sur, Nuevo León, Sinaloa y Yucatán.
- Eliminadas: Aguascalientes, Baja California, Campeche, Chiapas, Chihuahua, Ciudad de México, Durango, Estado de México, Guanajuato, Hidalgo, Morelos, Nayarit, Quintana Roo, Sonora, Tamaulipas y Tlaxcala.
- Artistas invitados: José María Napoleón.

#### Tercera Gala
- Fecha de emisión: 22 de abril de 2018
- Salvadas por los jueces: Yucatán.
- Salvadas por el público: Sinaloa.
- Sentenciadas por los jueces: Coahuila, Jalisco y San Luis Potosí.
- Sentenciadas por las concursantes: Querétaro.
- Eliminadas: Baja California Sur y Nuevo León.
- Artistas invitados: Pedro Fernández.

#### Cuarta Gala
- Fecha de emisión: 29 de abril de 2018
- Salvadas por los jueces: Jalisco.
- Salvadas por el público: Querétaro.
- Sentenciadas por los jueces: Michoacán, Oaxaca y Zacatecas.
- Sentenciadas por las concursantes: Yucatán.
- Eliminadas: Coahuila y San Luis Potosí.
- Artistas invitados: Valentino Pr.

#### Quinta Gala
- Fecha de emisión: 6 de mayo de 2018
- Salvadas por los jueces:  Michoacán y Yucatán.
- Salvadas por el público: Zacatecas.
- Sentenciadas por los jueces: Guerrero, Querétaro y Veracruz.
- Sentenciadas por las concursantes: Puebla.
- Eliminadas: Oaxaca.
- Artistas invitados: El Dasa, Nigga, Menny Carrasco.

#### Sexta Gala
- Fecha de emisión: 13 de mayo de 2018
- Salvadas por los jueces: Veracruz y Puebla.
- Salvadas por el público: Guerrero.
- Sentenciadas por los jueces: Guerrero, Puebla y Yucatán.
- Sentenciadas por las concursantes: Michoacán.
- Eliminadas: Querétaro.
- Artistas invitados: La Sonora Dinamita, Helen Ochoa, Abi Gómez

#### Séptima Gala
- Fecha de emisión: 20 de mayo de 2018
- Salvadas por los jueces: Michoacán, Puebla y Yucatán.
- Salvadas por el público: Guerrero
- Sentenciadas por los jueces: Guerrero, Jalisco, Michoacán, Puebla, Sinaloa, Tabasco, Veracruz, Yucatán y Zacatecas.
- Sentenciadas por las concursantes: Colima.
- Eliminadas: Ninguna.
- Artistas invitados: Aída Cuevas, Grupo Pesado.

#### Octava Gala (Semifinal)
- Fecha de emisión: 27 de mayo de 2018
- Salvadas por el público: Colima, Guerrero, Jalisco, Sinaloa, Tabasco y Zacatecas.
- Eliminadas: Michoacán, Puebla, Veracruz y Yucatán.
- Artistas invitados: Fabulosos 90's, Chacho Gaytán, Menny Carrasco, Lorena Vignau.

#### Novena Gala (Final)
- Fecha de emisión: 3 de junio de 2018
- Ganadora: Colima.
- Ganadora Rostro Fuller: Jalisco.
- Ganadora Fraiche: Colima.
- Ganadora Camino al Éxito: Sinaloa.
- Mejor Traje TÍpico: Colima.
- Artistas invitados: Lupillo Rivera, Los Tucanes de Tijuana.

### Final
La gala final fue transmitida a través Azteca Uno para todo México y Azteca América para la comunidad hispanohablante de Estados Unidos desde Azteca Estudios en la Ciudad de México el domingo 3 de junio de 2018. Fue conducido por Brandon Peniche y Kristal Silva.
En la noche final, solo estuvieron presentes las seis finalistas, pues en las galas anteriores, el resto de las chicas fueron eliminadas. Desfilaron tanto en traje de baño como en traje de noche, resultando ganadora al final de la velada Andrea Toscano del estado de Colima, convirtiéndose en la representante de México en Miss Universo 2018.

### Premios Especiales
| Premio                  | Candidata                  |
| Rostro Fuller Cosmetics | - Jalisco - Nebai Torres   |
| Personalidad Fraiche    | - Colima - Andrea Toscano  |
| Camino al Éxito Andrea  | - Sinaloa - Maryely Leal   |
| Mejor Traje Típico      | - Durango - "Reina Jaguar" |

### Jurado
- Rebecca de Alba - Conductora de televisión, modelo profesional y Señorita Zacatecas 1985
- Penélope Menchaca - Conductora de televisión
- David Salomón - Diseñador de modas

### Progreso de la Competencia
| Semifinalistas | Finalistas | Ganadora |

| Salvada por los Jueces | Salvada por el Público | Sentenciada por los Jueces | Sentenciada por las Candidatas | Eliminada |

| Etapa:  | Etapa:              | Galas       | Galas       | Galas       | Galas       | Galas       | Galas       | Galas       | Semifinal | Final         |           |           |           |           |           |
| Semana: | Semana:             | 1 8 abril   | 2 15 abril  | 3 22 abril  | 4 29 abril  | 5 06 mayo   | 6 13 mayo   | 7 20 mayo   | 8 27 mayo | 9 03 junio    |           |           |           |           |           |
| Lugar   | Candidata           | Resultado   | Resultado   | Resultado   | Resultado   | Resultado   | Resultado   | Resultado   | Resultado | Resultado     | Resultado | Resultado | Resultado | Resultado | Resultado |
| 1       | Colima              | Salvada     | Salvada     | Salvada     | Salvada     | Salvada     | Salvada     | Sentenciada | Salvada   | Ganadora      |           |           |           |           |           |
| 2       | Tabasco             | Salvada     | Salvada     | Salvada     | Salvada     | Salvada     | Salvada     | Sentenciada | Salvada   | 1.ª Finalista |           |           |           |           |           |
| 3       | Sinaloa             | Salvada     | Sentenciada | Salvada     | Salvada     | Salvada     | Salvada     | Sentenciada | Salvada   | 2.ª Finalista |           |           |           |           |           |
| 4       | Guerrero            | Sentenciada | Salvada     | Salvada     | Salvada     | Sentenciada | Sentenciada | Sentenciada | Salvada   | 3.ª Finalista |           |           |           |           |           |
| 5       | Jalisco             | Salvada     | Salvada     | Sentenciada | Salvada     | Salvada     | Salvada     | Sentenciada | Salvada   | 4.ª Finalista |           |           |           |           |           |
| 6       | Zacatecas           | Salvada     | Salvada     | Salvada     | Sentenciada | Salvada     | Salvada     | Sentenciada | Salvada   | 5.ª Finalista |           |           |           |           |           |
| Top 10  | Michoacán           | Sentenciada | Salvada     | Salvada     | Sentenciada | Salvada     | Sentenciada | Sentenciada | Eliminada |               |           |           |           |           |           |
| Top 10  | Puebla              | Salvada     | Salvada     | Salvada     | Salvada     | Sentenciada | Sentenciada | Sentenciada | Eliminada |               |           |           |           |           |           |
| Top 10  | Veracruz            | Salvada     | Salvada     | Salvada     | Salvada     | Sentenciada | Salvada     | Sentenciada | Eliminada |               |           |           |           |           |           |
| Top 10  | Yucatán             | Salvada     | Sentenciada | Salvada     | Sentenciada | Salvada     | Sentenciada | Sentenciada | Eliminada |               |           |           |           |           |           |
| Top 16  | Querétaro           | Salvada     | Salvada     | Sentenciada | Salvada     | Sentenciada | Eliminada   |             |           |               |           |           |           |           |           |
| Top 16  | Oaxaca              | Salvada     | Salvada     | Salvada     | Sentenciada | Eliminada   |             |             |           |               |           |           |           |           |           |
| Top 16  | Coahuila            | Sentenciada | Salvada     | Sentenciada | Eliminada   |             |             |             |           |               |           |           |           |           |           |
| Top 16  | San Luis Potosí     | Sentenciada | Salvada     | Sentenciada | Eliminada   |             |             |             |           |               |           |           |           |           |           |
| Top 16  | Baja California Sur | Salvada     | Sentenciada | Eliminada   |             |             |             |             |           |               |           |           |           |           |           |
| Top 16  | Nuevo León          | Salvada     | Sentenciada | Eliminada   |             |             |             |             |           |               |           |           |           |           |           |
| Top 32  | Aguascalientes      | Sentenciada | Eliminada   |             |             |             |             |             |           |               |           |           |           |           |           |
| Top 32  | Nayarit             | Sentenciada | Eliminada   |             |             |             |             |             |           |               |           |           |           |           |           |
| Top 32  | Baja California     | Sentenciada | Eliminada   |             |             |             |             |             |           |               |           |           |           |           |           |
| Top 32  | Campeche            | Sentenciada | Eliminada   |             |             |             |             |             |           |               |           |           |           |           |           |
| Top 32  | Chiapas             | Sentenciada | Eliminada   |             |             |             |             |             |           |               |           |           |           |           |           |
| Top 32  | Chihuahua           | Sentenciada | Eliminada   |             |             |             |             |             |           |               |           |           |           |           |           |
| Top 32  | Ciudad de México    | Sentenciada | Eliminada   |             |             |             |             |             |           |               |           |           |           |           |           |
| Top 32  | Durango             | Sentenciada | Eliminada   |             |             |             |             |             |           |               |           |           |           |           |           |
| Top 32  | Estado de México    | Sentenciada | Eliminada   |             |             |             |             |             |           |               |           |           |           |           |           |
| Top 32  | Guanajuato          | Sentenciada | Eliminada   |             |             |             |             |             |           |               |           |           |           |           |           |
| Top 32  | Hidalgo             | Sentenciada | Eliminada   |             |             |             |             |             |           |               |           |           |           |           |           |
| Top 32  | Morelos             | Sentenciada | Eliminada   |             |             |             |             |             |           |               |           |           |           |           |           |
| Top 32  | Quintana Roo        | Sentenciada | Eliminada   |             |             |             |             |             |           |               |           |           |           |           |           |
| Top 32  | Sonora              | Sentenciada | Eliminada   |             |             |             |             |             |           |               |           |           |           |           |           |
| Top 32  | Tamaulipas          | Sentenciada | Eliminada   |             |             |             |             |             |           |               |           |           |           |           |           |
| Top 32  | Tlaxcala            | Sentenciada | Eliminada   |             |             |             |             |             |           |               |           |           |           |           |           |

## Candidatas
| Estado              | Candidata                               | Edad | Estatura | Residencia          |
| Aguascalientes      | María Sareth Carranza Martín            | 19   | 1.80     | Aguascalientes      |
| Baja California     | Betzaida Belem Acevedo Bravo            | 24   | 1.69     | Tijuana             |
| Baja California Sur | Juliana Martínez Camacho                | 18   | 1.77     | Ciudad Constitución |
| Campeche            | María de Jesús Rodríguez Toledo         | 21   | 1.70     | Escárcega           |
| Chiapas             | Deborah Ozuna Rivera                    | 23   | 1.72     | Tuxtla Gutiérrez    |
| Chihuahua           | Janneth Marleny Vargas Díaz             | 20   | 1.74     | Chihuahua           |
| Ciudad de México    | Daniela Larraguivel Ortiz               | 23   | 1.68     | Ciudad de México    |
| Coahuila            | María Priscila Leal de Hoyos            | 21   | 1.76     | Ciudad Frontera     |
| Colima              | Andrea Isabel Toscano Ramírez           | 19   | 1.75     | Manzanillo          |
| Durango             | Idaly Ayala Anaya                       | 19   | 1.75     | Guanaceví           |
| Estado de México    | Martha Isabel Chávez López              | 23   | 1.70     | Atizapán            |
| Guanajuato          | Karla Marcela Marcocchio Hernández      | 24   | 1.71     | Irapuato            |
| Guerrero            | María Guadalupe "Lupita" Valero Catalán | 22   | 1.68     | Iguala              |
| Hidalgo             | Constanza Kanahuati Arellano            | 22   | 1.71     | Pachuca             |
| Jalisco             | Nebai Torres Camarena                   | 24   | 1.78     | Guadalajara         |
| Michoacán           | Leslie González Villagómez              | 21   | 1.72     | Apatzingán          |
| Morelos             | Valeria Gabriela Vélez Gutiérrez        | 24   | 1.71     | Cuernavaca          |
| Nayarit             | Hilda Viridiana Zamora Mejía            | 23   | 1.80     | Tuxpan              |
| Nuevo León          | Andrea Merodio Reyes                    | 21   | 1.72     | General Escobedo    |
| Oaxaca              | Sayra Yarith Cerón Enríquez             | 24   | 1.76     | Oaxaca              |
| Puebla              | Montserrat Curis López                  | 22   | 1.71     | Puebla              |
| Querétaro           | María José Hernández Ledesma            | 25   | 1.69     | Cadereyta de Montes |
| Quintana Roo        | Eyra Daniela Leines Velasco             | 25   | 1.74     | Cancún              |
| San Luis Potosí     | Geraldine Machado Argüelles             | 22   | 1.76     | Ciudad Valles       |
| Sinaloa             | Maryely Leal Cervantes                  | 21   | 1.80     | Guasave             |
| Sonora              | Brenda Janeth Vargas Romero             | 24   | 1.76     | Hermosillo          |
| Tabasco             | Aranza Anaid Molina Rueda               | 21   | 1.77     | Macuspana           |
| Tamaulipas          | Rita Zulema Rodríguez Flores            | 20   | 1.75     | Tampico             |
| Tlaxcala            | Jessica Juárez Márquez                  | 22   | 1.72     | Tlaxco              |
| Veracruz            | Martha Leticia Suárez Briano            | 25   | 1.74     | Boca del Río        |
| Yucatán             | Anapaola de Anda Aviña                  | 22   | 1.70     | Mérida              |
| Zacatecas           | Karely Sandoval Aranda                  | 19   | 1.81     | Río Grande          |

## Sobre los Estados en Mexicana Universal 2018

### Reemplazos
- Hidalgo - Jenyfer Benítez renunció al título nacional y a su participación en la competencia nacional. Fue reemplazada por Constanza Kanahuati como la nueva representante y titular estatal.
- Quintana Roo Paola Gargari renunció al título estatal y a su participación en la competencia nacional. Su 1.ª finalista Eyra Leines fue nombrada como la nueva representante y titular estatal.

### Estados que regresan a la competencia
- Compitieron por última vez en 2016
  -  Campeche
  -  Quintana Roo
  -  Zacatecas

- Compitieron por última vez en 2013
  -  Guerrero

## Crossovers
| Miss Universo - 2018: Colima - Andrea Toscano Miss Mundo - 2025: Sinaloa - Maryely Leal Miss Internacional - 2019: Colima - Andrea Toscano (1.ª Finalista) - 2018: Jalisco - Nebai Torres (Top 15) Miss Intercontinental - 2016: Veracruz - Martha Briano Miss Freedom of the World - 2017: Chiapas - Deborah Ozuna (No Compitió) Miss All Nations - 2019: Michoacán - Leslie González (1.ª Finalista) Miss Supetalent of the World - 2019: Michoacán - Leslie González (No Compitió) Reina Hispanoamericana - 2018: Tabasco - Aranza Molina (1.ª Finalista) Reina de las Américas - 2016: Baja California - Belem Acevedo Universal Woman - 2023: Veracruz - Martha Briano (Top 10) Miss Universe Mexico - 2024: Tabasco - Aranza Molina (1.ª Finalista) Mexicana Universal - 2025: Tamaulipas - Zulema Rodríguez (Por Competir) Miss México - 2024: Sinaloa - Maryely Leal (Ganadora) Miss Earth México - 2016: Guerrero - Lupita Valero (Top 20) - 2016: Nuevo León - Andrea Merodio (Top 20) - 2015: Chiapas - Deborah Ozuna (Top 8) - 2015: Veracruz - Martha Briano (Miss Earth México-Water) - 2012:: Oaxaca - Yarith Cerón (Top 16) Miss Europe Continental México - 2019: San Luis Potosí - Geraldine Machado (1.ª Finalista) Reina de las Américas México - 2016: Baja California - Belem Acevedo (Ganadora) Miss Teen Mundial México - 2016: Tamaulipas - Zulema Rodríguez Mexico's Next Top Model - 2014: Jalisco - Nebai Torres (4.ª Finalista) - 2014: Puebla - Montserrat Curis (11.ª Finalista) Elite Model Look México - 2011: San Luis Potosí - Geraldine Machado Mexicana Universal Quintana Roo - 2017: Campeche - María Rodríguez | Mexicana Universal Tamaulipas - 2023: Tamaulipas - Zulema Rodríguez (Designada) Nuestra Belleza Estado de México - 2015: Estado de México - Isabel Chávez (5.ª Finalista) Nuestra Belleza Puebla - 2015: Puebla - Montserrat Curis (1.ª Finalista) - 2014: Tlaxcala - Jessica Juárez (2.ª Finalista) Nuestra Belleza Veracruz - 2013: Veracruz - Martha Briano (3.ª Finalista) Miss Jalisco - 2025: Baja California Sur - Juliana Martínez Miss Morelos - 2017: Morelos - Valeria Vélez Miss Sinaloa - 2023: Sinaloa - Maryely Leal (Designada) Miss Earth Baja California - 2015: Baja California - Belem Acevedo (Miss Earth Baja California-Water) Miss Earth Chiapas - 2015: Chiapas - Deborah Ozuna (Ganadora) Miss Earth Guerrero - 2016: Guerrero - Lupita Valero (Ganadora) Miss Earth Nuevo León - 2016: Nuevo León - Andrea Merodio (Ganadora) Miss Earth Veracruz - 2015: Veracruz - Martha Briano (Ganadora) Miss Earth Oaxaca - 2012: Oaxaca - Yarith Cerón (Ganadora) Miss Teen Mundial Tamaulipas - 2016: Tamaulipas - Zulema Rodríguez (Ganadora) Reina de la Bandera - 2014: Guerrero - Lupita Valero (Ganadora) Reina de la Feria Chiapas - 2017: Chiapas - Deborah Ozuna (Ganadora) Reina Expo Fiesta Michoacán - 2016: Michoacán - Leslie González (Ganadora) Reina FENAHUAP - 2016: San Luis Potosí - Geraldine Machado (Ganadora) Reina FENAZA - 2017: Zacatecas - Karely Sandoval (Princesa) Reina de Río Grande - 2016: Zacatecas - Karely Sandoval (Ganadora) Señorita Perla del Guadiana - 2017: Durango - Idaly Ayala Señorita UVM - 2013: Chiapas - Deborah Ozuna (Ganadora) |